# Tinoc
Tinoc è una municipalità di quinta classe delle Filippine, situata nella Provincia di Ifugao, nella Regione Amministrativa Cordillera.
Tinoc è formata da 12 baranggay:
- Ahin
- Ap-apid
- Binablayan
- Danggo
- Eheb
- Gumhang
- Impugong
- Luhong
- Tinoc
- Tukucan
- Tulludan
- Wangwang